# 九龍巴士81M線
九龍巴士81M線是香港一條已停辦的巴士路線，來往新田圍及九龍塘鐵路站，提供新田圍邨、秦石邨、大圍、田心圍及隆亨邨來往九龍塘的接駁港鐵巴士服務。

## 歷史
- 1981年10月11日：本線投入服務。
- 1983年10月30日：為配合82M線投入服務便不再途經沙角街。
- 1986年8月29日：本線繞經新翠邨、田心圍及隆亨邨。
- 1997年1月16日：加入空調巴士行走。
- 2006年11月4日：為配合九龍塘教育服務中心地下（九龍塘鐵路站）新巴士總站啟用遷往該處[1]。
- 2011年9月25日：提升至全空調服務[2]。
- 2013年3月24日：落實2012-2013年度沙田區巴士路線發展計劃的建議，與88M合併為新路線281M，由新田圍經顯徑總站往返九龍塘鐵路站。[3]

## 服務時間

### 時間表
| 新田圍開出       | 新田圍開出  | 新田圍開出   |
| ---------------- | ----------- | ------------ |
| 服務日期         | 服務時間    | 班次（分鐘） |
| 每日             | 0540 - 0840 | 20           |
|                  | 0840 - 1200 | 25           |
|                  | 1200 - 1800 | 20           |
|                  | 1800 - 2120 | 25           |
|                  | 2120 - 0000 | 20/25        |
| 九龍塘鐵路站開出 |             |              |
| 服務日期         | 服務時間    | 班次（分鐘） |
| 每日             | 0610 - 0930 | 20           |
|                  | 0930 - 1250 | 25           |
|                  | 1250 - 1850 | 20           |
|                  | 1850 - 2145 | 25           |
|                  | 2145 - 0025 | 20/25        |

## 收費
- 全程收費：$4.9

| - 本線設有12歲以下小童及65歲或以上長者半價優惠。 - 65歲或以上香港居民使用「樂悠咭」，以及12歲以下合資格殘疾兒童使用「殘疾人士身份」個人八達通繳付車資，均可享有每程$2.0或半價（以較低者為準）的票價優惠；12至64歲合資格殘疾人士使用「殘疾人士身份」個人八達通（包括「樂悠咭」），以及60至64歲香港居民使用「樂悠咭」繳付車資，均可享有每程$2.0或全費（以較低者為準）的票價優惠。 - 65歲或以上長者如使用長者或一般個人八達通繳付車資，則只可享有半價優惠；12至64歲合資格殘疾人士如不使用「殘疾人士身份」個人八達通，以及60至64歲人士如不使用「樂悠咭」繳付車資，必須繳付全費。 - 乘客可以現金或八達通於上車時付款，不設找續。 - 每位成人乘客可免費攜帶最多兩名4歲以下而不佔座位的兒童乘客乘車，超額之4歲以下小童必須繳付小童車費乘車。 - 持有「九巴月票」之乘客在車票有效期內，每日可享最多10程任何九龍巴士及龍運巴士路線（包括本路線，以及聯營路線的九龍巴士／龍運巴士提供的班次；惟乘搭機場「A」及「NA」線則可享原價二七折優惠（不會計算每天10次合資格車程））；而B1線則每日可享最多各2程（不會計算每天10次合資格車程）。 - 九龍巴士、城巴、龍運巴士及陽光巴士全職員工及家屬（不包括外判職員）可免費乘搭本路線，惟必須拍職員或職員家屬八達通。 - 乘客亦可透過多元化電子支付系統（e度嘟）繳付車資，包括使用非接觸式VISA卡、JCB卡、萬事達卡、銀聯卡、美國運通、大來國際、Discover Card、Apple Pay、Google Pay、Samsung Pay、AlipayHK「易乘碼」、支付寶、WeChatHK／微信支付「搭車碼」、銀聯雲閃付「乘車碼」及BOC Pay「乘車碼」。乘客使用此付款方式，使用此支付方式的乘客可享有中途下車之分段收費，以及與其他九巴／龍運獨營路線或聯營線九巴／龍運班次之轉乘優惠，惟不適用於與非九巴／龍運路線之轉乘優惠，亦不能享有「公共交通費用補貼計劃」及「長者及合資格殘疾人士公共交通票價優惠計劃」。 |

### 八達通轉乘優惠
本路線是九巴獅子山隧道轉乘優惠計劃的其中一條路線。

## 使用車輛
由2009年10月18日起，原有丹尼士巨龍9.9米空調字軌車（ADS106／GU1559）被調走，改派全新落地、配置Salvador Caetano車身及歐盟4型廢氣排放標準引擎的2009年12米斯堪尼亞K230UB單層低地台空調巴士（ASC6／NW2184）服役，2010年2月28日起再調走1輛（ADS181／HB1413），換入2009年第2代12米斯堪尼亞K230UB單層低地台空調巴士（ASC18／PB2174）服役，2010年8月25日起再調走1輛（ADS26／FU1694），換入第2代12米斯堪尼亞K230UB單層低地台空調巴士（ASC13／PB 682）服役。是第2條途經獅子山隧道的日間全日路線引入該款巴士（首條為74A） （页面存档备份，存于）。
本線停辦前用車包括1輛1999年丹尼士巨龍9.9米（ADS）雙層空調巴士及2輛2009年斯堪尼亞K230UB 12米單層低地台空調巴士，全數均由沙田廠派車。

## 行車路線
- 新田圍開出經：新田圍邨通道、沙田頭路、車公廟路、田心街、紅梅谷路、獅子山隧道公路、獅子山隧道、窩打老道、歌和老街、根德道、沙福道及添福道。
- 九龍塘鐵路站開出經：沙福道、窩打老道、獅子山隧道、獅子山隧道公路、紅梅谷路、田心街、車公廟路、沙田頭路及新田圍邨通道。

### 沿線車站
| 九龍塘鐵路站方向 | 九龍塘鐵路站方向     | 九龍塘鐵路站方向               | 新田圍方向 | 新田圍方向           | 新田圍方向                     |
| ---------------- | -------------------- | ------------------------------ | ---------- | -------------------- | ------------------------------ |
| 車站             | 車站名稱             | 位置                           | 車站       | 車站名稱             | 位置                           |
| 1                | 新田圍巴士總站       | 新田圍巴士總站                 | 1          | 九龍塘鐵路站巴士總站 | 九龍塘（沙福道）公共運輸交匯處 |
| 2                | 富圍樓               | 沙田頭路                       | 2          | 映月台               | 窩打老道                       |
| 3                | 秦石邨石瑩樓         | 沙田頭路                       | 3          | 世界花園             | 紅梅谷路                       |
| 4                | 車公廟               | 車公廟路                       | 4          | 隆亨邨               | 田心街                         |
| 5                | 新翠邨新明樓         | 車公廟路                       | 5          | 顯耀邨               | 田心街                         |
| 6                | 田心村               | 車公廟路                       | 6          | 名城                 | 車公廟路                       |
| 7                | 雲疊花園             | 車公廟路                       | 7          | 大圍鐵路站           | 車公廟路                       |
| 8                | 隆亨邨               | 田心街                         | 8          | 車公廟               | 車公廟路                       |
| 9                | 世界花園             | 紅梅谷路                       | 9          | 秦石邨石瑩樓         | 沙田頭路                       |
| 10               | 根德道               | 歌和老街                       | 10         | 新田圍巴士總站       | 新田圍巴士總站                 |
| 11               | 九龍塘鐵路站巴士總站 | 九龍塘（沙福道）公共運輸交匯處 |            |                      |                                |

## 外部連結
- 九巴81M線－九龍巴士 （页面存档备份，存于）
- 九巴81M線－i-busnet.com
- 九巴81M線－681巴士總站 （页面存档备份，存于）
- 香港巴士大典上的相关条目：九巴81M線